# Olajváros
Az Olajváros (eredeti cím: Boom Town) 1940-ben bemutatott fekete–fehér amerikai játékfilm Jack Conway rendezésében. Magyarországon a filmet 1941. március 6-án mutatták be.

## Cselekmény
A történet 1918-ban kezdődik Burnettben, az „Olajváros”-ban. „Square” John Sand vállalkozó olajat kutatna és azt tervezi, ha sikerrel ját, feleségül veszi régi szerelmét, Betsyt. Van is egy darab földje, csak nincs pénze fúrótoronyra. Társul új barátjával, Big Johnnal, de fúráskor olaj helyett vizet találnak. Társa szerencsejátékon sok pénzt nyer, így folytathatják a munkát. Közben Big John a városban beleszeret Betsybe, aki véletlenül épp akkor érkezik Burnettbe. Gyorsan házasságot kötnek, Betsy pedig nem árulja el kapcsolatát John Sanddal.
Amikor Sand bemegy a városba közölni, hogy végre olaj tört fel a kútból, csalódottan értesül a házasságról, de elrejti fájdalmát. A két John meggazdagszik, de John Sand szemrehányást tesz társának, amiért az olaj miatt elhanyagolja feleségét. Sorsot húznak, hogy melyiküké legyen a vagyon, és Big John veszít. John Sand eladja földjét és elmegy Burnettből. 
Később Big Johnnak ismét kedvez a szerencse. Betsyvel és gyermekükkel  New Yorkba költözik, ahol a milliomosok életét éli. Segítőtársa, majd szeretője, a csinos Karen Vanmeer az olajmágnások társaságában forog és értékes információkkal látja el. A másik John, Sand is meggazdagodott és New Yorkban felkeresi Betsyt. A boldogtalan asszonyon segíteni akar és elhatározza, hogy tönkreteszi barátját, aki elszegényedve majd vissza fog térni feleségéhez. Társul Big John versenytársával. Big John azonban megelőzi, és ő teszi tönkre versenytársait. 
Sand és Big John vitája verekedéssé fajul. Big John szakít Karennel, mert rájön, hogy csak a feleségét szereti, ám közben a monopóliumellenes törvény megsértéséért bíróság elé idézik. A bajban ismét csak két ember áll ki mellette: Betsy és John Sand. Vallomásuk alapján a bíróság felmenti, de a perre rámegy egész vagyona. Együtt indulnak el a távoli olajmezőkre újabb szerencsét próbálni.

## Szereplők
- Clark Gable – "Big John"
- Spencer Tracy – "Square John" Sand
- Claudette Colbert – Betsy
- Hedy Lamarr – Karen Vanmeer
- Frank Morgan – Luther Aldrich
- Lionel Atwill – Harry Compton
- Chill Wills – Deputy Harmony Jones
- Marion Martin – Whitey
- Minna Gombell – Evie
- Joe Yule – Ed Murphy
- Horace Murphy – Tom Murphy